# Hayley Spelman
Hayley Spelman est une joueuse de volley-ball américaine née le 11 juin 1991 à Las Vegas (Nevada). Elle mesure 2,02 m et joue au poste d'attaquante.

## Clubs
| Club                | De        | À         |
| ------------------- | --------- | --------- |
| Stanford University | 2009-2010 | 2011-2012 |
| Telekom Bakı        | 2013-2014 | 2013-2014 |
| Volley 2002 Forlì   | fév 2014  | mai 2014  |
| Pallavolo Ornavasso | 2014-2015 | 2014-2015 |
| Daejeon KGC         | 2015-2016 | 2015-2016 |
| VK Altaï            | août 2016 | sept 2016 |
| Gresik Petrokimia   | jan 2017  | 2017      |
| ASPTT Mulhouse      | 2017-2018 | 2018-2019 |

## Palmarès
- Championnat d'Amérique du Nord des moins de 20 ans
  - Vainqueur : 2008.